# Волощук Микола Минович
Волощук Микола Минович (нар.10 вересня 1941 р. у с. Тростянець Ківерцівського району Волинської області) — живописець. Після школи працював в м. Луцьку і одночасно навчався в Луцькій художній школі. Вчився малювати у відомих художників — Степана Мартинюка та Олександра Байдукова.
В 1962 році поїхав на будівництво в далекий Комі край, де знайшов свою долю УДОД Євгенію Іванівну. В 1963 році переїхав в м. Донецьк, де працював художником-декоратором в драмтеатрі ім. Артема.
Закінчив Донецьку 4-х річну художню школу, отримав професію вчителя малювання. В 1968 році закінчив Московський художній університет ім. Крупської за спеціальністю живопис. В Донецьку прожив до 1983 року, пізніше доля на два роки привела в м. Єнакієво. Згодом на 12 років зупинились в м. Луцьк. З 1999 року проживають в древньому місті Дубні Рівненської області.
7 грудня 2006 року Микола Минович помер. Похований в місті Дубно.
Учасник художніх виставок:
- м. Донецьк (1981)
- м. Львів (1984)
- м. Луцьк (1992)
- м. Дубно (1999)

Лауреат міжнародної літературно-мистецької премії імені Авеніра Коломійця (м. Дубно 1999).